# Kabilas (Chitwan)
Kabilas (nep. कविलास) – village development committee w środkowej części Nepalu w strefie Narajani w dystrykcie Chitwan. Według nepalskiego spisu powszechnego z 2001 roku liczył on 985 gospodarstw domowych i 5513 mieszkańców (2748 kobiet i 2765 mężczyzn).